# باول باكستر
باول باكستر (بالإنجليزية: Paul Baxter)‏ (22 أبريل 1964 في المملكة المتحدة - ) هو لاعب كرة قدم بريطاني في مركز الدفاع. لعب مع توتنهام هوتسبير وكريستال بالاس وRedbridge Forest F.C. ‏ وLeytonstone F.C. ‏.